# Ottavio Oro
Ottavio Oro (Napoli, 1º marzo 1971 – Napoli, 27 luglio 2012) è stato un militare italiano, tenente colonnello dei Carabinieri e della DIA, noto per essere stato a capo delle indagini per la cattura del camorrista del clan dei Casalesi Giuseppe Setola.

## Biografia
Entrato giovanissimo alla Scuola militare Nunziatella (corso 1986-89) vi conseguì la maturità classica, entrando successivamente all'Accademia Militare di Modena come allievo ufficiale dei Carabinieri.
Conseguita la nomina a sottotenente nel 1991, proseguì gli studi presso la Scuola ufficiali carabinieri di Roma. Promosso tenente, fu successivamente assegnato a ruoli operativi. Da Tenente è stato Comandante del Nucleo Operativo e Radiomobile della Compagnia Carabinieri di Crotone presso la quale ha tratto in arresto un personaggio di spicco della ndrangheta, capo cosca di Isola Capo Rizzuto, inserito nell'elenco dei 30 latitanti più pericolosi in territorio nazionale.
Da capitano è stato comandante della compagnia Carabinieri di Aversa nei primi anni 2000, passando successivamente al Reparto Operativo di Caserta in qualità di maggiore. Promosso tenente colonnello, è stato assegnato alla Direzione Investigativa Antimafia di Napoli, presso la quale ha ottenuto numerosi risultati di rilievo, operando in particolare contro il clan dei Casalesi. In particolare, nel 2008 ha partecipato alla cattura di Oreste Spagnuolo e di altri malviventi implicati nella strage di Castel Volturno; e nel 2009 è stato protagonista delle indagini che hanno portato alla cattura del camorrista Giuseppe Setola. Successivamente ha operato in contrasto alla cosca di Mondragone che, guidata da Giovanni Cascarino, cercava di sostituire Setola nelle attività criminali nel territorio casertano.
Negli stessi anni ha cominciato a combattere con gravi problemi di salute. Colpito da un tumore al cervello, è stato operato una prima volta, ed una seconda per le conseguenze di un grave incidente stradale sull'autostrada A1 tra Frosinone e Ceprano. Ripresosi da entrambi, ha continuato la propria attività investigativa fino ad essere colpito nuovamente dal male incurabile che lo aveva precedentemente interessato e che questa volta lo avrebbe portato a spegnersi a Napoli il 27 luglio 2012 all'età di 41 anni. I funerali si sono svolti il giorno dopo nella chiesa napoletana di Santa Maria della Libera.
Individuo dal profondo tratto umano, è stato un ufficiale amato e rispettato sia dai propri colleghi, che dalle istituzioni dei territori in cui ha operato.